# 封手
封手是指在棋類比賽中的一種規則，指當比賽時間超過一天時，在前一天對局時間到時，輪到的一方要將想要下的棋步寫在紙上，等到第二天開始時才公布封手的棋步再繼續棋局。
封手規則的目的，在於不讓任何一方可以趁休息的時間，有較多的時間來考慮下一步的下法，封手的一方因先決定下法而不能改變，另一方則因為不知道對方封手的棋步而不易作接下來棋步的思考。
目前日本圍棋與將棋部份的頭銜戰對局時間為兩天，即採用封手的制度。